# World League di pallavolo 1996
La VII World League di pallavolo si svolse dal 10 maggio al 29 giugno 1996. Dopo la fase a gironi, la fase finale, a cui si qualificarono le prime due squadre classificate nei tre gironi di qualificazione, si disputò dal 24 al 29 giugno a Rotterdam, nei Paesi Bassi. La vittoria finale andò per la prima volta ai Paesi Bassi.

## Prima fase

Lo schiacciatore Luca Cantagalli dell'Italia, nazionale campione uscente e finalista dell'edizione, in azione nella gara della prima fase contro la Grecia a Varese, 16 giugno 1996.

## Squadre partecipanti
| - Bulgaria - Grecia - Italia - Paesi Bassi - Russia - Spagna | - Argentina - Brasile - Cuba | - Cina - Giappone |

## Gironi
| Gruppo A                      | Gruppo B                           | Gruppo C             |
| ----------------------------- | ---------------------------------- | -------------------- |
| Argentina Brasile Cuba Spagna | Bulgaria Grecia Italia Paesi Bassi | Cina Giappone Russia |

## Fase finale

### Girone unico
Ogni squadra gioca una partita contro le nazionali appartenenti agli altri due gruppi. Non vengono considerati i risultati ottenuti nella prima fase.

## Classifica finale
| Classifica | Squadre     |
| ---------- | ----------- |
|            | Paesi Bassi |
|            | Italia      |
|            | Russia      |
| 4          | Cuba        |
| 5          | Brasile     |
| 6          | Cina        |
| 7          | Argentina   |
| 8          | Bulgaria    |
| 9          | Giappone    |
| 10         | Spagna      |
| 11         | Grecia      |

## Premi individuali
- MVP: Lorenzo Bernardi
- Miglior realizzatore: Lorenzo Bernardi
- Miglior schiacciatore: Stanislav Dinejkin
- Miglior muro: Ihosvany Hernández
- Miglior servizio: Alain Roca